# Eric Clapton (album)
Eric Clapton je sólové debutové a eponymní studiové album anglického rockového kytaristy Erica Claptona, vydané v srpnu roku 1970.

## Původní seznam skladeb
Všechny skladby napsali Delaney Bramlett, Bonnie Bramlett a Eric Clapton, pokud není uvedeno jinak.

### Strana 1
1. "Slunky" – 3:34
2. "Bad Boy" – 3:34
3. "Lonesome and a Long Way from Home" (Delaney Bramlett, Bonnie Bramlett, Leon Russell) – 3:29
4. "After Midnight" (JJ Cale) – 2:51
5. "Easy Now" (Clapton) – 2:57
6. "Blues Power" (Clapton, Russell) – 3:09

### Strana 2
1. "Bottle of Red Wine" – 3:06
2. "Lovin' You Lovin' Me" – 3:19
3. "Told You For the Last Time" (Delaney Bramlett, Bonnie Bramlett, Steve Cropper) – 2:30
4. "Don't Know Why" – 3:10
5. "Let It Rain" – 5:02

## Sestava
- Eric Clapton – kytara, zpěv
- Delaney Bramlett – kytara, zpěv
- Leon Russell – piáno
- Bobby Whitlock – varhany, zpěv
- John Simon – piáno
- Carl Radle – baskytara
- Jim Gordon – bicí
- Jim Price – trubka
- Bobby Keys – saxofon
- Tex Johnson – perkuse
- Bonnie Bramlett – zpěv
- Rita Coolidge – zpěv
- Sonny Curtis – zpěv
- Jerry Allison – zpěv
- Stephen Stills – zpěv